# Републикански път II-18
Републикански път II-18 е второкласен път, част от републиканската пътна мрежа на България, преминаващ изцяло по територията на Област София и явяващ се Софийски околовръстен път (СОП). Дължината му е 61,8 km. По него минават важни европейски пътища, като Е79, Е80 и Е871. Пътят е планиран да се разшири на няколко етапа до 2027 г., което е калкулирано на около 300 млн. евро.
Пътят започва от km 273,7 на Републикански път I-1 и km 103,6 на Републикански път I-6 в югозападната част на София, кв. „Княжево“ и по часовниковата стрелка се завръща отново в началната си точка. С изключение на първите си 9,5 km пътят в различни участъци се дублира с още 3 първокласни пътя от Републиканската пътна мрежа.
- В протежение на 35,0 km, от 9,5 km (бул. „Сливница“) до 44,5 km (бул. „Цариградско шосе“) – с Републикански път I-8 от неговия km 49,5 до km 84,5;
- В протежение на 28,3 km, от 35,8 km (бул. „Ботевградско шосе“) до 61,8 km (бул. „Цар Борис III“) – с Републикански път I-1 от неговия km 245,4 до km 273,7;
- В протежение на 28,3 km, от 35,8 km (бул. „Ботевградско шосе“) до 64,1 km (бул. „Цар Борис III“) – с Републикански път I-6 от неговия km 131,9 до km 103,6.

## Реконструкция
Поради голямата натовареност на пътя, е предвидено постепенното му разширяване и реконструкция, за да отговори на тежкия трафик. Пресичанията с други пътища на едно ниво трябва да бъдат заменени от пътни възли, а разширяването включва изграждането на две платна с по три ленти за движение, както и аварийна лента или локални платна в различните участъци на пътя.
Условно пътят е разделен на четири участъка (дъги) – южна, северна, западна и източна, като те се намират в различни етапи на реконструкция.

### Източна дъга
Източната дъга се намира между автомагистрала „Тракия“ (А1) и автомагистрала „Хемус“ (А2). След пускането на моста при Казичене цялата е безконфликтна, с 2 пътни платна по 3 ленти за движение и аварийна лента.

### Южна дъга
Южната дъга се намира между автомагистрала „Струма“ (А3) и автомагистрала „Тракия“ (А1). Тя свързва едни от най-населените жилищни комплекси на столицата – Люлин, Младост и Овча купел, преминавайки основно покрай северното подножие на Витоша.
Разширяването на южната дъга протича на няколко етапа. Преди 1989 г. е разширен участък в близост до резиденция „Бояна“, включващ и пътен възел „Бояна“ във формата на пълна детелина.
- Бояна – Младост. В периода 2007 – 2012 г. е разширен участъкът от Бояна до Младост, включващ пет пътни възела.
- Бояна – АМ „Струма“. За участъка от Бояна до автомагистрала „Струма“ е изготвен идеен проект, който предвижда изграждането на тунел и естакада между Бояна и Горна баня, но на този етап липсва осигурено финансиране.[2]
- Младост – АМ „Тракия“. За участъка между Младост и автомагистрала „Тракия“ e изготвен идеен проект в началото на 2015 г.,[3] като се предвижда строителството да бъде финансирано със заем от ЕИБ по програмата „Транзитни пътища VІ“.[4] През март 2018 г. АПИ стартира обществена поръчка за избор на изпълнител. Общата ѝ дължина е 6,08 km, а проектът ще се изпълнява изцяло със средства от републиканския бюджет. Прогнозната стойност е 123 млн. лв. без ДДС. Срокът за изпълнение е 910 календарни дни, от които 180 дни за проектиране и 730 дни за строителство (очаквано изпълнение в края на 2020 година).[5] През май 2019 „Трейс груп холд“ подава жалба срещу избора на „ГБC – Инфраструĸтурно строителство“ за изпълнител на участъĸa. Жалбата е отхвърлена от Комисията за защита на конкуренцията [6] и „Трейс груп холд“ образува дело във Върховния административен съд, но седмица по-късно жалбата е оттеглена[7]. Строителството може да стартира до края на 2019 г., забавянето се дължи на отчуждителните процедури[8]. Проектът е завършен през 2021 г.

### Западна дъга
Западната дъга се намира между автомагистрала „Струма“ и бъдещата автомагистрала „Европа“. Разширяването на първия участък от автомагистрала „Струма“ до р. Какач, включващо пътни възли „Царица Йоана“ и „Сливница“, започва през 2012 г. и завършва в края на 2015 г. Другият участък, от р. Какач до автомагистрала „Европа“ (тогава още наричана автомагистрала „Калотина“), също е разширен, като строителството започва през октомври 2015 г. и приключва през есента на 2016 г., така и тази дъга, заедно с източната и северната, стана цялата безконфликтна.

### Северна дъга
Северната дъга се намира между автомагистрала „Европа“ и автомагистрала „Хемус“. На този етап разширяване не е предвидено, а вместо това е изградена нова магистрала – Северна скоростна тангента, чието трасе е разположено по-близо до София. Договорът за изграждането на Северната тангента е сключен в началото на 2014 г., като движението по директното трасе е пуснато през април 2016 г.През декември 2019 г. Северната скоростна тангента е включена като част от автомагистрала „Европа“.

## Връзки с други пътища
От пътя вляво се отделят два третокласни пътя от Републиканската пътна мрежа:
- на 52,5 km – Републикански път III-181 (48,4 km) до с. Алино;
- на 6,4 km – Републикански път III-189 (5,7 km) до гр. Банкя.

| Пътища, отклоняващи се надясно (населено място, № на пътя, посока на пътя) | km   | Пътища, отклоняващи се наляво (посока на пътя, № на пътя, населено място)               |
| -------------------------------------------------------------------------- | ---- | --------------------------------------------------------------------------------------- |
| бул. „Цар Борис III“                                                       | 0,0  | → бул. „Цар Борис III“, 273,7 km, I-1 ← бул. „Цар Борис III“, 103,6 km I-6              |
| ул. „Суходолска“                                                           | 4,5  | → ул. „Бъдеще“ 0,0 km, общински път (за с. Иваняне)                                     |
|                                                                            | 6,5  | → 0,0 km, автомагистрала „Струма“ → 0,0 km, III-189 (за гр. Банкя)                      |
| бул. „Сливница“                                                            | 9,3  | ← 49,5 km, I-8                                                                          |
| бул. „Ломско шосе“                                                         | 12,5 | → 0,0 km, II-81 (за гр. Лом)                                                            |
| (за кв. „Обеля“)                                                           | 13,3 | → общински път (за с. Мрамор)                                                           |
| (за кв. „Требич“) ул. „Латин Борисов Колев“ ←                              | 16,9 | → ул. „Мировско шосе“ (за с. Мировяне)                                                  |
|                                                                            | 17,7 | ← гр. Нови Искър, 88,0 km, II-16 (от с. Ребърково)                                      |
| (за с. Кубратово) общински път, гр. Нови Искър ←                           | 20,2 | гр. Нови Искър                                                                          |
|                                                                            | 23,4 | → общински път (за кв. „Гниляне“ на гр. Нови Искър)                                     |
| (за с. Световрачене) ул. „Синчец“ ←                                        | 24,2 | → общински път (за с. Подгумер)                                                         |
| (за с. Световрачене) ул. „Войнешки път“ ←                                  | 25,3 | → общински път (за с. Войнеговци)                                                       |
| (за с. Чепинци) ул. „Стара планина“ ←                                      | 28,9 | → общински път (за с. Локорско)                                                         |
| ул. „Челопешко шосе“                                                       | 34,3 | → общински път (за кв. Челопечене)                                                      |
| бул. „Ботевградско шосе“                                                   | 35,9 | → 0,0 km, автомагистрала „Хемус“ ← 245,4 km, I-1 (от Видин) → 131,9 km, I-6 (за Бургас) |
|                                                                            | 38,2 | → общински път (за с. Кривина)                                                          |
| (за с. Бусманци) общински път ←                                            | 40,7 | → общински път (за с. Казичене)                                                         |
| бул. „Цариградско шосе“                                                    | 44,3 | → 0,0 km, автомагистрала „Тракия“ → 84,5 km, I-8 (за ГКПП Капитан Андреево-Капъкуле)    |
| ул. „Стар Лозенски път“                                                    | 45,1 | → общински път (за с. Лозен)                                                            |
| ул. „Патриарх Герман“                                                      | 47,3 | → ул. „Патриарх Герман“ (за с. Герман)                                                  |
| ул. „Самоковско шосе“                                                      | 48,6 | ← ул. „Самоковско шосе“, 86,3 km, II-82 (от гр. Костенец)                               |
| бул. „Св. Климент Охридски“                                                | 52,5 | → ул. „Бистришко шосе“, 0,0 km, III-181 (за с. Алино)                                   |
| бул. „Симеоновско шосе“                                                    | 54,7 | → бул. „Симеоновско шосе“, (за кв. Симеоново)                                           |
| бул. „Черни връх“                                                          | 56,7 | → бул. „Черни връх“, (за кв. Драгалевци)                                                |
| бул. „България“                                                            | 59,5 | → бул. „България“, (за кв. Бояна)                                                       |
| бул. „Цар Борис III“                                                       | 64,1 | → бул. „Цар Борис III“, 273,7 km, I-1 ← бул. „Цар Борис III“, 103,6 km I-6              |

## Галерия
- Надлезът на Околовръстния път над бул. „Ботевградско шосе“
- Околовръстният път в района на Младост
- Околовръстният път близо до пътен възел Симеоновско шосе